# سانتا کروس دل بایه اوربین
سانتا کروس دل بایه اوربین (به اسپانیایی: Santa Cruz del Valle Urbión) یک شهرستان در اسپانیا است که در کاستیا و لئون واقع شده‌است.

## خصوصیات
سانتا کروس دل بایه اوربین ۳۳٫۹۲ کیلومترمربع مساحت و ۱۰۱ نفر جمعیت دارد و ۹۶۱ متر بالاتر از سطح دریا واقع شده‌است.